# Walker, Michigan
Walker är en stad (city) i Kent County i Michigan. Vid 2020 års folkräkning hade Walker 25 132 invånare.